# Slowakische Badmintonmeisterschaft 2013
Die Slowakische Badmintonmeisterschaft 2013 war die 21. Auflage der Titelkämpfe im Badminton in der Slowakei. Sie fanden vom 19. bis zum 21. April 2013 in Trenčín statt.

## Medaillengewinner
| Disziplin    | Gold                                                                         | Silber                                                                    | Bronze                                                                   |
| ------------ | ---------------------------------------------------------------------------- | ------------------------------------------------------------------------- | ------------------------------------------------------------------------ |
| Herreneinzel | Juraj Vachálek (Spoje Bratislava)                                            | Michal Matejka (M-Šport Trenčín)                                          | Martin Vícen (Spoje Bratislava)                                          |
| Herreneinzel | Juraj Vachálek (Spoje Bratislava)                                            | Michal Matejka (M-Šport Trenčín)                                          | Marián Smrek (Lokomotíva Košice)                                         |
| Dameneinzel  | Monika Fašungová (CEVA Trenčín)                                              | Zuzana Orlovská (BC Prešov)                                               | Ivana Kubíková (BC Prešov)                                               |
| Dameneinzel  | Monika Fašungová (CEVA Trenčín)                                              | Zuzana Orlovská (BC Prešov)                                               | Nikoleta Bálintová (Družst. Klenovec)                                    |
| Herrendoppel | Jarolím Vícen (Lokomotíva Košice) Martin Kožár (Lokomotíva Košice)           | Marián Šulko (Spoje Bratislava) Juraj Vachálek (Spoje Bratislava)         | Lukáš Klačanský (CEVA Trenčín) Michal Matejka (M-Šport Trenčín)          |
| Herrendoppel | Jarolím Vícen (Lokomotíva Košice) Martin Kožár (Lokomotíva Košice)           | Marián Šulko (Spoje Bratislava) Juraj Vachálek (Spoje Bratislava)         | Marek Eliaš (Lokomotíva Košice) Matej Tomčík (Lokomotíva Košice)         |
| Damendoppel  | Zuzana Orlovská (BC Prešov) Ivana Kubíková (BC Prešov)                       | Jana Čižnárová (M-Šport Trenčín) Gabriela Zabavníková (Lokomotíva Košice) | Vanda Klečková (Spoje Bratislava) Kamila Mayerová (CEVA Trenčín)         |
| Damendoppel  | Zuzana Orlovská (BC Prešov) Ivana Kubíková (BC Prešov)                       | Jana Čižnárová (M-Šport Trenčín) Gabriela Zabavníková (Lokomotíva Košice) | Nikoleta Bálintová (Družst. Klenovec) Martina Repiská (Slávia TU Zvolen) |
| Mixed        | Ladislav Tomčko (Lokomotíva Košice) Gabriela Zabavníková (Lokomotíva Košice) | Martin Kožár (Lokomotíva Košice) Ivana Kubíková (BC Prešov)               | Dávid Balucha (PBA Prešov) Martina Repiská (Slávia TU Zvolen)            |
| Mixed        | Ladislav Tomčko (Lokomotíva Košice) Gabriela Zabavníková (Lokomotíva Košice) | Martin Kožár (Lokomotíva Košice) Ivana Kubíková (BC Prešov)               | Milan Dratva (BK ATU Košice) Katarína Šariščanová (Lokomotíva Košice)    |